# Финансы Российской империи
Финансы Российской империи — форма организации государственных финансов, как системы образования и распределения денежных ресурсов, необходимых для выполнения задач внутренней и внешней политики Российской империи на историческом отрезке её существования с 22 октября (2 ноября) 1721 по 1 (14) сентября 1917 года.

## Реформы Петра I
Пётр I, создавая регулярную армию, много тратит на свои реформы, войны и строительство флота, что вынуждает его постоянно искать источники обложения. Эксплуатируется госмонополия на чеканку монеты, соль, табак, дёготь, щетину, сало и т. д. Введены новые сборы: гербовый, драгунский, на постройку судов. В результате роста недоимок поднимается подушный оклад. Общий сбор прямых налогов в итоге увеличился с 1,8 млн руб. до 4,6 млн руб. Наиболее характерными чертами созданной системы было то, что основная тяжесть пришлась на крестьян, а две трети всех расходов были военными. В 1705 году военные расходы поглощают даже 96 % бюджета.
Для заведования государственными финансами Пётр учредил, по шведскому образцу, три коллегии — камер-коллегия ведала доходами, штатс-контор-коллегия — расходами, а ревизион-коллегия занималась проверками.

## Вторая половина XVIII века — первая половина XIX
При преемниках Петра в XVIII веке система в общих чертах сохраняется. Со временем всё больше возрастает значение косвенных налогов в связи с невозможностью увеличить и далее подушную подать. Начата банковская система: императрица Анна Иоанновна учреждает первый банк в 1732 г. Основными нововведениями этого периода стали: Елизавета Петровна под давлением дворян отменяет внутренние таможенные пошлины, в 1754 г. создаются 3 государственных банка: для дворянства в Москве и два в Петербурге — для коммерции и купечества. Пётр III в апреле 1762 г. учреждает выпуск ассигнаций.
На 1762 год косвенные налоги дают уже 61,6 % доходов, а прямые — 38,4 % (при Петре соотношение было обратным — 24,9 % и 55,5 %). 73 % всех расходов составляют военные, 14 % — расходы на двор, и только 12 % — на остальное государственное управление.
Екатерина II предпринимает ряд попыток навести порядок в государственных финансах, однако эти попытки сводятся на нет чередой дорогостоящих войн, ростом государственного аппарата и расходов на двор. Увеличиваются многие налоги, нарастает выпуск ассигнаций, начинаются заметные внешние и внутренние заимствования.
Последующие императоры охотно прибегали к выпуску бумажных денег. В конце правления Екатерины II курс бумажного рубля составлял 68 с половиной копеек от металлического (серебряного), к 1802 году повысился до 80 коп. Начавшаяся с 1805 года огромная эмиссия бумажных денег обесценила бумажный рубль до 20 коп. металлического, чему особенно содействовала активная борьба с Наполеоном. Такое падение курса произвело огромное впечатление на государство; началась политика сокращения расходов, а с 1817 года началось даже уничтожение части ассигнаций, количество которых к 1823 году уменьшилось с 826 до 596 миллионов. Оставшиеся бумажные деньги в 1843 году были девальвированы и превращены в кредитные билеты.
Однако, несмотря на все старания правительства, бесконечные войны неизбежно вели за собой огромный бюджетный дефицит, а Крымская война вынудила вновь печатать бумажные деньги. Общая сумма бюджетных дефицитов в царствование Александра II превысила 1 млрд руб., причём половина этого миллиарда приходится на 1855—1856. Колоссальный рост госдолга привёл к тому, что в бюджете 1857 года из 268 млн руб. доходов 100 млн предназначалось на обслуживание долга.
В расходовании государственных средств в 1850-е годы царил хаос; каждое ведомство вело свой отдельный бюджет со своими статьями доходов и расходов и зачастую имело отдельные источники дохода, не попадавшие в общий госбюджет. Кроме того, каждое ведомство вообще не считало госбюджет («государственную роспись») обязательным к исполнению и зачастую испрашивало дополнительного финансирования, могло при этом не расходовать все деньги или даже передвигать их с одной статьи на другую.
Другой особенностью финансовой системы дореформенной (до 1861 года) Российской империи была секретность госбюджета (государственной росписи доходов и расходов). Вплоть до 1862 года госбюджет утверждался лично императором и нигде не публиковался. Характерным было то, что в 1850 году Николай I приказал скрыть бюджетный дефицит в 33,5 млн руб. от Государственного совета и указал министерству финансов записать в расходах на 38 млн меньше. Таким образом, в 1850 году параллельно существовали два госбюджета — настоящий и сфальсифицированный.
Одним из источников чрезвычайного финансирования были казённые кредитные учреждения, фактически по приказу правительства выдававшие ему любые суммы.

## Реформы Александра II
Базис Второй промышленной революции в Российской империи заложила реформа финансов, которую последовательно проводили министры Бунге, Вышнеградский и Витте, и созданный указом Александра II от 31 мая 1860 года Государственный банк, призванный обеспечить оживление торговых оборотов и упрочение денежной кредитной системы, и переход на золотой рубль.
К 1862 году император Александр II приходит к выводу, что вследствие секретности мнение общества о госбюджете гораздо хуже, чем он на самом деле того заслуживает. Предпринятая им финансовая реформа с 1862 года снимает секретность с госбюджета, с 1864 года вводит государственный контроль («контрольные палаты»), отчёты которого с 1866 года становятся публичными. Вводится единый для всех ведомств госбюджет, с едиными остатками и единой кассой — кассой министерства финансов.
Также Александр II предпринимает ряд реформ налогов: отдача на откуп питейного сбора заменяется менее разорительным акцизом, подушная подать для мещан заменяется налогом с недвижимых имуществ, с 1880 под давлением общества отменяется налог на соль. 
Освобождение крестьян от крепостного права в 1861 году вызывает появление огромных выкупных платежей. Со временем становится очевидным их несоразмерность доходам крестьян, что вызывает постоянно растущие недоимки. Рассылка по губерниям воинских команд, конфисковывавших крестьянское имущество, оказывается бесполезной, и к концу правления Александра II правительство приходит к мысли о необходимости снижения выкупных платежей.
По итогам правления Александра II госдолг увеличился в три раза, причём значительных средств потребовали основание особого железнодорожного фонда, а также крестьянская реформа.

## Конец XIX—начало XX веков
В 1883 году Александр III в ознаменование своей коронации почти полностью отменяет выкупные платежи за землю, взимавшиеся с крестьян после реформы 1861 года.
В 1887 году отменяется подушная подать.
В 1887 году Россия собирает огромный урожай хлеба при неурожае в Европе, что позволяет развить до огромных размеров хлебный экспорт. С 1888 года в бюджете появляется новая значительная статья доходов — доходы от казённых железных дорог. В сочетании с политикой экономии это позволило добиться бездефицитного бюджета и даже превышения государственных доходов над расходами. Одновременно вводится политика таможенного протекционизма, что позволяет не только оплачивать проценты по внешнему госдолгу золотом и серебром, но и накапливать государственный золотой запас.
Эта политика, однако, приходит к краху вследствие неурожая 1891 года. Правительство было вынуждено запретить в этом году экспорт хлеба и выделить 161 млн руб. на закупку продовольствия для голодающих. Эти траты заметно сказались на государственной казне, вынудили вновь печатать бумажные деньги и прибегнуть к новым займам. Кроме того, протекционизм приводит к торговой войне с Германией в том же 1891 году.
В 1892 году повышается ряд косвенных налогов, в 1893 вводится квартирный налог, в 1894 — государственная алкогольная монополия («казённая продажа питей») в четырёх губерниях. При помощи Василия Александровича Кокорева была налажена система откупов на спиртное так, что правительство с прежде «неисправных» губерний стало получать 1,8 миллиона рублей дохода в год.
В последние годы XIX века политика протекционизма и экспорт хлеба вместе с увеличением доходов от государственных железных дорог и окончательным установлением государственной алкогольной (питейной) монополии приводит к заметному увеличению золотого запаса. В империи восстанавливается металлическое обращение с фиксированным курсом 1,5 руб. бумажными ассигнациями = 1 руб. золотом. На 1897 год выплаты по госдолгу составляют 19,9 % государственных расходов.
При Николае II происходит быстрое увеличение доходной части бюджета: за 15 лет обыкновенные доходы в среднегодовом исчислении увеличились почти в два раза. Если учесть, что главной отраслью экономики продолжало оставаться сельское хозяйство, а эта отрасль экономики на рубеже веков переживала застойное состояние, то из этого можно сделать только один вывод — возрастание доходной части государственного бюджета достигалось за счёт усиления эксплуатации населения страны, прежде всего крестьянства.
Между тем расходы росли ещё быстрее, в результате этого дефицит государственного бюджета не только не удалось устранить, он продолжал увеличиваться и в 1901–1905 гг. достиг довольно внушительных размеров.
В 1891–1895 гг. суммарный дефицит составил 665 млн руб., в 1896–1900 гг. — 675 млн., в 1901–1905 гг. — 2306 млн руб. Несмотря на то что с 1893 по 1900 г. государству удалось мобилизовать огромные средства, ликвидировать дефицит
полностью не удалось даже за счёт займов. В 1891–1895 гг. суммарный итоговый дефицит составил 15 млн руб, в 1896–1900 гг. уже 285 млн., а в 1901–1905 гг. — 595 млн руб.
Налоговая система империи в это время отличается большим количеством разнообразных косвенных налогов, в число которых входят, например, «кибиточный сбор с инородцев» или сбор с населения Кавказа и Закавказья взамен отбывания воинской повинности. Ряд налогов действуют не во всей империи, а только в отдельных её районах.
При этом общая сумма прямых и косвенных налогов на одного жителя (в рублях, с учётом золотого эквивалента валют) в России была в четыре раза меньше, чем в Англии, и вдвое меньше, чем в Австрии, Франции и Германии, составляя:
в России — 9,09 рублей;
в Австро-Венгрии — 21,47 рублей; Франции — 22,25; Германии — 22,26;
в Англии — 42,61 рублей.
В 1905 году оставшиеся выкупные платежи за землю снижаются в два раза, с 1 (13) января 1907 — окончательно отменяются.
Были отменены некоторые налоги (паспортный), снижены железнодорожные тарифы.
В 1914 году были отменены питейные налоги.

## Предвоенное состояние финансов
| Государственный долг на 1907 год | Государственный долг на 1907 год | Государственный долг на 1907 год | Государственный долг на 1907 год |
| Государство                      | Долг млн руб.                    | Выплата млн руб.                 | Расход по долгу/госдоход         |
| -------------------------------- | -------------------------------- | -------------------------------- | -------------------------------- |
| Франция                          | 11 310                           | 359                              | 31 %                             |
| Россия                           | 8594                             | 390                              | 19 %                             |
| Англия                           | 7554                             | 255                              | 19 %                             |
| Австро-Венгрия                   | 5498                             | 243                              | 22 %                             |
| Италия                           | 4676                             | 215                              | 30 %                             |
| Пруссия                          | 3344                             | 136                              | 11 %                             |
| Япония                           | 2230                             | 112                              | 30 %                             |
| США                              | 1734                             | 47                               | 3 %                              |
| Германия                         | 1691                             | 53                               | 5 %                              |

Русско-японская война и революция 1905 года становятся сильным ударом по государственным финансам. Затраты на войну с Японией планировались в пределах 1 млрд руб., однако в реальности составили 2,3 млрд руб. Эти расходы были практически целиком профинансированы за счёт роста госдолга с 6,6 до 8,7 млрд руб. Курс государственных ценных бумаг с фиксированной 4 % доходностью упал за 1904—1905 с 94 % номинала до 71 %, в декабре 1905 в правительстве рассматривался вопрос об отмене золотого обращения. Избежать этого удалось благодаря займу во Франции на 843 млн руб.
Государственный чрезвычайный бюджет в 1913г  составил
```
доходы 3,431 млрд р, расходы 3,382 млрд р Итог 6,81 млрд р 
[
7
]
```

При рассмотрении величины долга следует учитывать также размер экономик разных стран; так, «народный доход» Франции составлял в пересчёте на рубли 8-10 млрд, Англии — 10 млрд, России — 4 млрд, то есть долговое бремя того же размера переносилось Россией в 2 — 2,5 раза тяжелее. В условиях франко-русского союза 60 % российского госдолга приходилось на Францию.
За период 1900—1913 государственный доход увеличивается в два раза (с 1 736 700 000 до 3 431 200 000 руб.) при росте расходов только в 1,8 раз, что позволяет достигнуть устойчивого профицита бюджета. Значительными статьями дохода становятся доходы от казённых железных дорог и от винной монополии; если в 1900 году они обеспечивали 28,2 % обыкновенного бюджета (за вычетом чрезвычайного бюджета), то в 1913 уже 50,1 %. Высокая доля доходов от винной монополии (900 млн рублей из общей суммы доходов 3.4 млрд) повлекла за собой обвинения в спаивании народа, и формировании «пьяного бюджета». Министр финансов Коковцов в 1914 был уволен, заменивший его Барк заявил, что «нельзя строить благополучие казны на продаже водки, необходимо уж лучше ввести подоходный налог». В 1916 г. налог действительно был введён, но до февраля 1917 собрать его так ни разу и не удалось.
Положительное сальдо государственного бюджета составляло:
1900 год — 148,7 млн.
1904 год — 111,5 млн.
1907 год — 146,5 млн.
1910 год — 307,8 млн.
1913 год — 323,2 млн.

## Финансы в Первую мировую войну
| Госдолг              | Госдолг   |
| Год                  | млрд руб. |
| -------------------- | --------- |
| 1914                 | 8,8       |
| 1915                 | 10,5      |
| 1916                 | 18,9      |
| 1917 (на 1 января)   | 33,6      |
| 1917 (на 1 июля)     | 43,9      |
| 1917 (на конец года) | до 60     |

| Военная инфляция 1914—1916 | Военная инфляция 1914—1916 | Военная инфляция 1914—1916 |
| Период                     | в обороте млн руб.         | Инфляция                   |
| -------------------------- | -------------------------- | -------------------------- |
| 1914, I половина           | 2370                       | 100                        |
| 1914, II половина          | 2520                       | 106                        |
| 1915, I половина           | 3472                       | 146                        |
| 1915, II половина          | 4725                       | 199                        |
| 1916, I половина           | 6157                       | 259                        |
| 1916, II половина          | 7972                       | 336                        |

Начало Первой мировой войны крайне тяжело отразилось на финансах империи в связи с резким увеличением военных расходов. Кроме того, в 1914 году вводится «сухой закон», уменьшивший госдоходы: за 1913 год за счёт водочной монополии казна получила до 899 млн руб.
За 4 дня до начала боевых действий, 27 июля 1914 года, царское правительство приостанавливает размен бумажных денег на золото. Расходы на войну за 1915—1916 гг. увеличились в 9 раз, дойдя до 14,5 млрд руб. Каждый день войны обходился империи в 40 млн руб..
Начался выпуск денег, не обеспеченных золотом. Доля золотого обеспечения уменьшалась с 98 % (июль 1914 года) до 51,4 % (январь 1915), 28,7 % (январь 1916) и 16,2 % (январь 1917). Раздутие необеспеченной денежной массы неизбежно вызвало массовую инфляцию; с начала войны до 1917 года цены увеличились в среднем в 3,36 раза. Средняя заработная плата при этом выросла только в 2 раза.

Как утверждает Шамбаров в «За веру, царя и отечество», из роста госдолга с 8,8 до 33,6 млрд руб. к 1917 году, лишь 8,07 млрд руб. составляли внешние займы. а остальное — внутренние. В то же время у империи сохранялся золотой запас в 1,695 млрд руб.
По состоянию на начало Первой мировой войны государственный золотой запас Российской империи был крупнейшим в мире, и оценивается в 1,695 млрд руб. или 1311 т золота (при государственном долге 8,800 млрд руб). Всего с 1894 года золотой запас увеличился в два раза. Для сравнения: золотой запас СССР на 1953 год составлял 2049,8 т, на момент распада СССР он сократился до 484,6 т.
| \| Динамика государственного золотого запаса[12] \| Динамика государственного золотого запаса[12] \| \| --------------------------------------------- \| --------------------------------------------- \| | Год     | 1888 | 1894 | 1897 | 1902 | 1914 | 1917 |
| \| Динамика государственного золотого запаса[12] \| Динамика государственного золотого запаса[12] \| \| --------------------------------------------- \| --------------------------------------------- \| | Млн руб | 381  | 800  | 1095 | 1700 | 1700 | 1335 |
| Динамика государственного золотого запаса |         |      |      |      |      |      |      |